# Trichocerapis chaetogastra
Trichocerapis chaetogastra är en biart som beskrevs av Jesus Santiago Moure 1967. Trichocerapis chaetogastra ingår i släktet Trichocerapis och familjen långtungebin. Inga underarter finns listade i Catalogue of Life.